# EUROBEAT FLASH
EUROBEAT FLASH（ユーロビート・フラッシュ、略称・EbF）は、イタリアで制作されたユーロビート楽曲を収録したコンピレーション・アルバム（コンパクトディスク）のシリーズ。1995年から1999年にかけて、日本のエイベックス傘下レーベルであるcutting edgeより、ベスト盤2枚を含めて全24作がリリースされた。cutting edgeの親会社であるエイベックス本社からリリースされている『SUPER EUROBEAT』（以下、SEB）の実質的なスピンオフシリーズであったものの、後継に当たる『EUROMACH』まで長らくSEBとは独立したシリーズとして扱われていた。

## 歴史

### シリーズ開始～終了まで
- 1995年3月8日 - 「EUROBEAT FLASH VOL.1」

開始時点での参加レーベルは、SEBの2大主力レーベルの1つであるTIME RECORDS（以下、TIME）、『THAT'S EUROBEAT』の主力レーベルの1つであったマウロ・ファリーナらが率いるSAIFAMの参加レーベル・Beaver Music、SAIFAM・TIMEから独立したクラウディオ・アッカティーノとフェデリーコ・リモンティの2人によって設立されたばかりのHI-NRG ATTACKの3レーベルであった。
- 1995年7月5日 - 「EUROBEAT FLASH VOL.3」

本シリーズにおける初のノンストップ盤（リミックス担当はM.S.T.<松本みつぐ、中願時孝太郎、田代隆廣>）。同作には、新規楽曲1曲の他、SEB収録楽曲が1曲、『MAHARAJA NIGHT HI-NRG REVOLUTION』収録楽曲が1曲が収録されている。
- 1995年11月8日 - 「THE BEST OF EUROBEAT FLASH 1995」

本シリーズにおける初のベスト盤。Vol.1からVol.4までの楽曲から厳選された全25曲をノンストップ形式で収録している（リミックス担当はI.S.D.）。ただし、収録楽曲はいずれもTIMEあるいはHI-NRG ATTACKからリリースされたものであり、SAIFAMからの提供楽曲は一つも収録されなかった。また、SEBのように年度別に製作されたベスト盤は、本作が唯一となっている。
- 1996年1月17日　 - 「EUROBEAT FLASH VOL.5」

新レーベル・BOOM BOOM BEAT（以下、3B）作品の収録開始。3Bは、SAIFAMが従来のASIA RECORDS、Beaver MusicおよびFCF RECORDSに取って代わる新たなユーロビート部門として創設されたレーベルであり、以降、SAIFAMのユーロビート部門は基本的に3Bが活動拠点となっている。
- 1996年5月9日 - 「EUROBEAT FLASH VOL.7」

新レーベル・VIBRATION作品の収録開始。SAIFAM、A-BEAT C、TIMEを渡り歩いたジーノ・カリアと、イタロダンス・イタロハウスの専門レーベル「LED RECORDS」の代表者ルイージ・スタンガの2人を中心として発足したレーベルであり、設立当時のスタッフ陣に、カリアの他にも、カリアと同様A-BEAT C、TIMEでサブで参加していたステファノ・カスターニャとアルベルト・フェラーリス、TIMEから移籍前よりソングライターとして頭角を現していたエヴェリーナ・ソメンツィ（カスターニャの妻）とダヴィデ・ディ＝マルカントニオらが名を連ねていた。
- 1996年7月10日 - 「EUROBEAT FLASH VOL.8」

本作以降、SEBと合わせて、曲の収録形式が13曲のExtended Mixから18曲のEDITに変更となる。この収録方式の変更により、1枚のCDにより多くの曲を収録できるようになったものの、曲が短く編集されるため楽曲の全般部分を聴くことができなくなり、参加レーベルやエイベックスが楽曲配信を開始するまでは、DJ向けにシングル盤・EP盤でリリースされた楽曲を除いて収録楽曲のフルバージョンを手軽に視聴できる方法が長らく失われた。その後SEBが「VOL.187」よりExtended Mixでの収録体制に復帰したのに対し、EbFは最後までExtended収録に復帰しないままシリーズ終了を迎えることとなった。
- 1996年11月27日 - 「EUROBEAT FLASH VOL.10」

シリーズ初となるアニバーサリー（記念）盤としてリリース。Vol.1からVol.9までの楽曲から厳選された全25曲をノンストップ形式で収録しているDISC 1（リミックス担当はB4 ZA BEAT）と、J-POPのユーロビートカバー楽曲とこれまでの収録楽曲のリミックス盤を収録したDISC 2の2枚構成を取っている。
- 1997年1月17日　 - 「EUROBEAT FLASH VOL.11」

本作より、当時の若手アイドルや新人歌手などの若手の女性タレント（シリーズでは「ジャケットカバー　ユーロビートカバー・ガール」という名称が付けられている）がジャケットデザインのモデルに起用されるようになる。また、「ジャケットカバー　ユーロビートカバー・ガール」に起用されたタレント・歌手によるSEB・EbF収録楽曲の日本語カバー毎回2曲がボーナストラックとして収録され、Vol.21までこの企画が続けられた。
- 1997年11月12日　 - 「BEST OF EUROBEAT FLASH」

「THE BEST OF EUROBEAT FLASH 1995」以来のベスト盤。Vol.11からVol.15までの楽曲から厳選された24曲とHI-NRG ATTACKの新曲1曲の計25曲をノンストップ形式で収録している本編ディスク（リミックス担当はB4 ZA BEAT）と、「ジャケットカバー　ユーロビートカバー・ガール」による日本語カバーのリミックス版3曲分を収録したボーナスディスクの2枚構成を取っている。ただし、Vol.5からVol.9までの収録楽曲から一つも選ばれなかった。また、同作を以て、本編とは独立してリリースされるベスト盤がこれで最後となっている。
- 1998年1月16日　 - 「EUROBEAT FLASH VOL.16」

新レーベル・DOUBLE作品の収録開始。VIBRATIONを離脱したカスターニャ・ソメンツィ夫妻がA-BEAT Cのサブレーベルであった同商号を譲渡される形で誕生したレーベルであり、その後、レーベル名を「STEFANO CASTAGNA PRODUCTIONS（SCP MUSIC）」と改称し、現在に至っている。
- 1998年3月18日　 - 「EUROBEAT FLASH VOL.17」

DOUBLE（SCP）参戦後の初のノンストップ盤（リミックス担当は横田商会）。それまでに発売されたEbFのノンストップ盤とは内容が大きく異なり、全24曲中17曲（J-EURO2曲を除く）がいずれも新規収録曲で占められており、後に大々的にシリーズ展開されることになる『EUROMACH』の原点とも言うべき作品となっている。
- 1998年5月13日　 - 「EUROBEAT FLASH VOL.18」

SEBの主力レーベルであるA-BEAT CおよびDELTA作品の収録開始。
- 1998年10月7日　 - 「EUROBEAT FLASH VOL.20」

アニバーサリー（記念）盤としてリリース。Vol.1からVol.17までの楽曲から厳選された全30曲をノンストップ形式で収録しているDISC 1（リミックス担当はB4 ZA BEAT）と、「ジャケットカバー　ユーロビートカバー・ガール」企画でカバーされたSEB・EbFシリーズ楽曲の日本語カバー盤から厳選された全18曲をノンストップ形式で収録しているDISC 2（リミックス担当はM.S.T.）の2枚構成を取っている。
- 1999年3月10日　 - 「EUROBEAT FLASH VOL.22」

本作をもってシリーズが終了。同作のみ、レーベル上の都合のためVIBRATIONが唯一参加していない。終了後、エイベックスより「（形式上同シリーズのリニューアルの形を取った）新シリーズの開始」が告知され、同年9月29日にはシリーズに参加した全レーベルをそのまま引き継ぎながらも、収録される全曲を高速化し、当時流行していたパラパラに特化したオール・ノンストップ形式のコンピレーションアルバム『EUROMACH』シリーズがスタートした。

### シリーズ終了後～それ以降
- 2003年9月18日 - 「SUPER EUROBEAT VOL.141」

本作より、EbF・EUROMACHのみ参加していたレーベルのうち、HI-NRG ATTACK、SCP MUSIC、VIBRATIONの新曲がSEB本編に収録されるようになる。また、SEBではCD-EXTRAの導入のため一時期減少していた収録曲数が18曲に戻り、タイトルのキャッチフレーズにEVERLASTING DANCE TRAXの文言が入るようになった。
- 2004年3月17日 - 「SUPER EUROBEAT VOL.146」

上述の経緯もあり、これまでSEBでは扱われていなかったEbFの楽曲のうち、上記3レーベルの楽曲がSEB本編において初めて収録。同作以降、EbF収録楽曲が、EM収録楽曲と共にSEB本編のアニーバーサリー盤や特別編成盤、ベスト盤に収録されるようになる。なお、SEB本編にとっては、非アニバーサリー盤としては100作ぶりの特別編成盤でもある。
- 2005年8月3日 - 「SUPER EUROBEAT VOL.160」

EbFやEUROMACHのみ参加していたレーベルのうち、BOOM BOOM BEAT（3B）ののEbF参戦楽曲第1弾である「VIRTUAL LOVE / KEN MARTIN」がSEB本編に初収録、これ以降3BのEbF・EUROMACH収録楽曲もSEB本編のアニーバーサリー盤や特別編成盤、ベスト盤に収録されるようになる。
- 2005年9月28日 - 「SUPER EUROBEAT VOL.161」

3Bの新曲がエイベックスのコンピレーションに久々に収録。一時期レーベル側の都合により、SEB本編上ではVOL. 171からVOL.185まで新曲の収録がなかったが、VOL.186以降は定期的に新曲が収録されている。